# Maya l'abeille
Pour les articles homonymes, voir Maya.
Maya l'abeille est à l'origine un livre pour la jeunesse publié par l'écrivain allemand Waldemar Bonsels en 1912. Au cours du XXe siècle, le livre est adapté sur plusieurs supports et devient une franchise commerciale.

## Du livre à la franchise

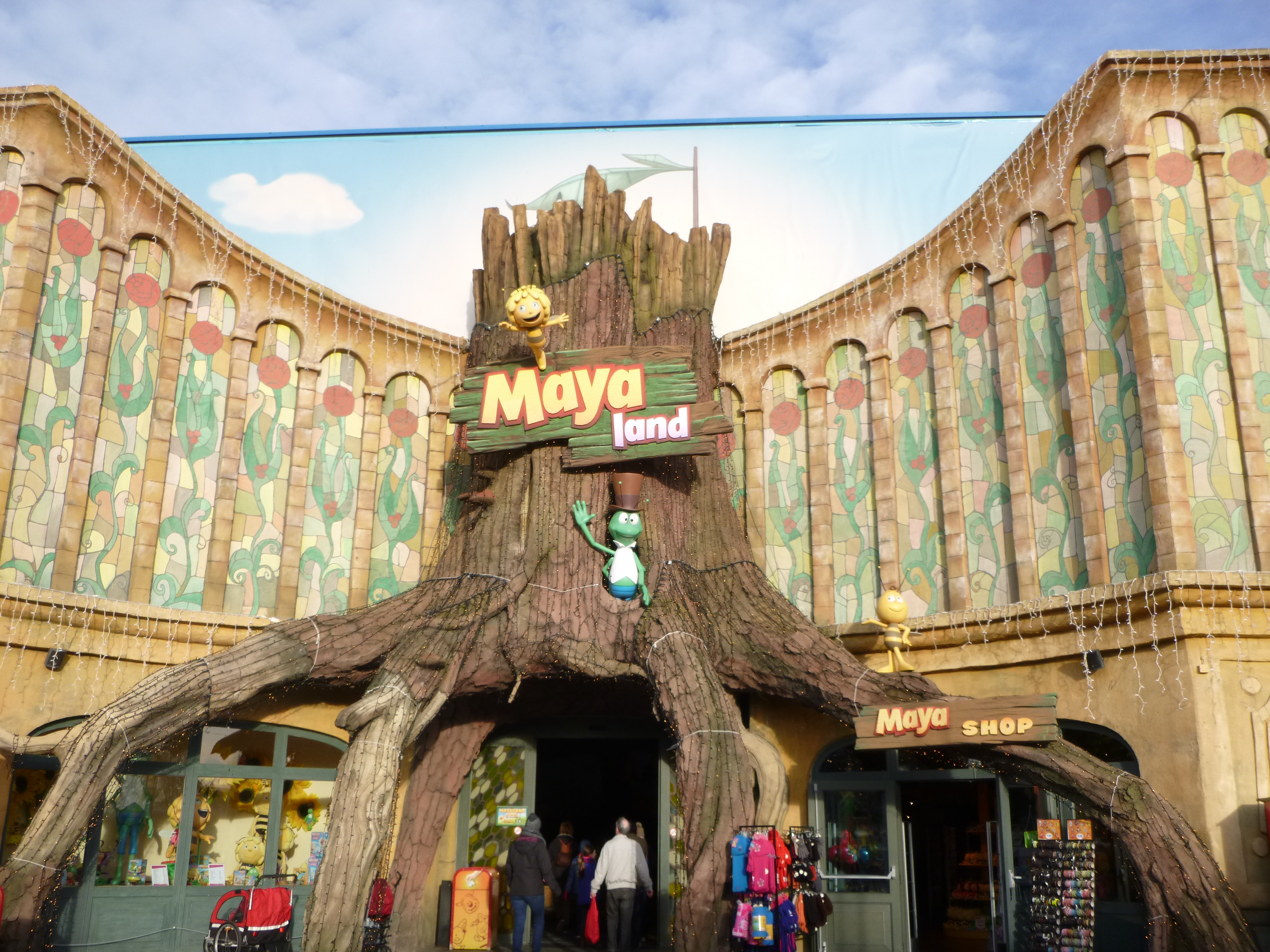
Maya, Flip la sauterelle et Willy l'abeille dans la souche d'arbre de Mayaland au parc belge Plopsaland à La Panne en 2015.

L'histoire de Maya l'Abeille (en allemand : Die Biene Maja und ihre Abenteuer, « Maya l'abeille et ses aventures ») a été écrite par l'Allemand Waldemar Bonsels et publiée en 1912. Dans cette histoire écrite pour les enfants, on voit évoluer Maya l'abeille au milieu de ses amis (Willy, l'ami de Maya dans la série animée, n'apparaît pas dans le livre original. La sauterelle qui a sans doute inspiré les créateurs du dessin animé ne fait qu'une rapide apparition ) et d'autres invertébrés (fourmis élevant des pucerons, araignée, bousiers…).
En 1975 est produite une série de dessins animés germano-nippone appelée Maya l'abeille (みつばちマーヤの冒険, mitsubachi māya no bōken) adaptée du livre.
En 2008, Studio 100 fait acquisition du catalogue de la société allemande EM. Entertainment, qui était jusqu'alors propriétaire de la série télévisée,.
En 2011, le parc d'attractions Plopsaland (situé à La Panne, en Belgique) consacre un nouveau quartier couvert à Maya l'abeille, Mayaland. Les visiteurs y trouvent une dizaine d'attractions, une boutique et deux restaurants dont l'un a pour thème un arbre à miel.
L'année suivante, Studio 100 met en production un film d'animation en relief, Maya l'abeille 3D, destiné principalement à ses parcs d'attraction,.

## Adaptations

Affiche à Bonn critiquant les pesticides de Bayer (« Au revoir l'abeille - Merci Bayer »), qui utilise l'image de Maya.

### Séries animées
- 1975 : Maya l'abeille (みつばちマーヤの冒険 - Mitsubachi Māya no bōken).
- 1982 : Maya l'abeille, suite de la précédente série d'animation télévisée.
- 2012 : Maya l'abeille, nouvelle série animée.

### Films
- 2014[7] : La Grande Aventure de Maya l'abeille, tiré de la nouvelle série de 2012.
- 2018 : Maya l'abeille 2 : Les Jeux du miel, tiré de la nouvelle série de 2012.
- 2021 : Maya l'abeille 3 : L'Œuf d'or, tiré de la nouvelle série de 2012.
- 2026 : Arnie & Barney, tiré de la nouvelle série de 2012.

### Jeux vidéo

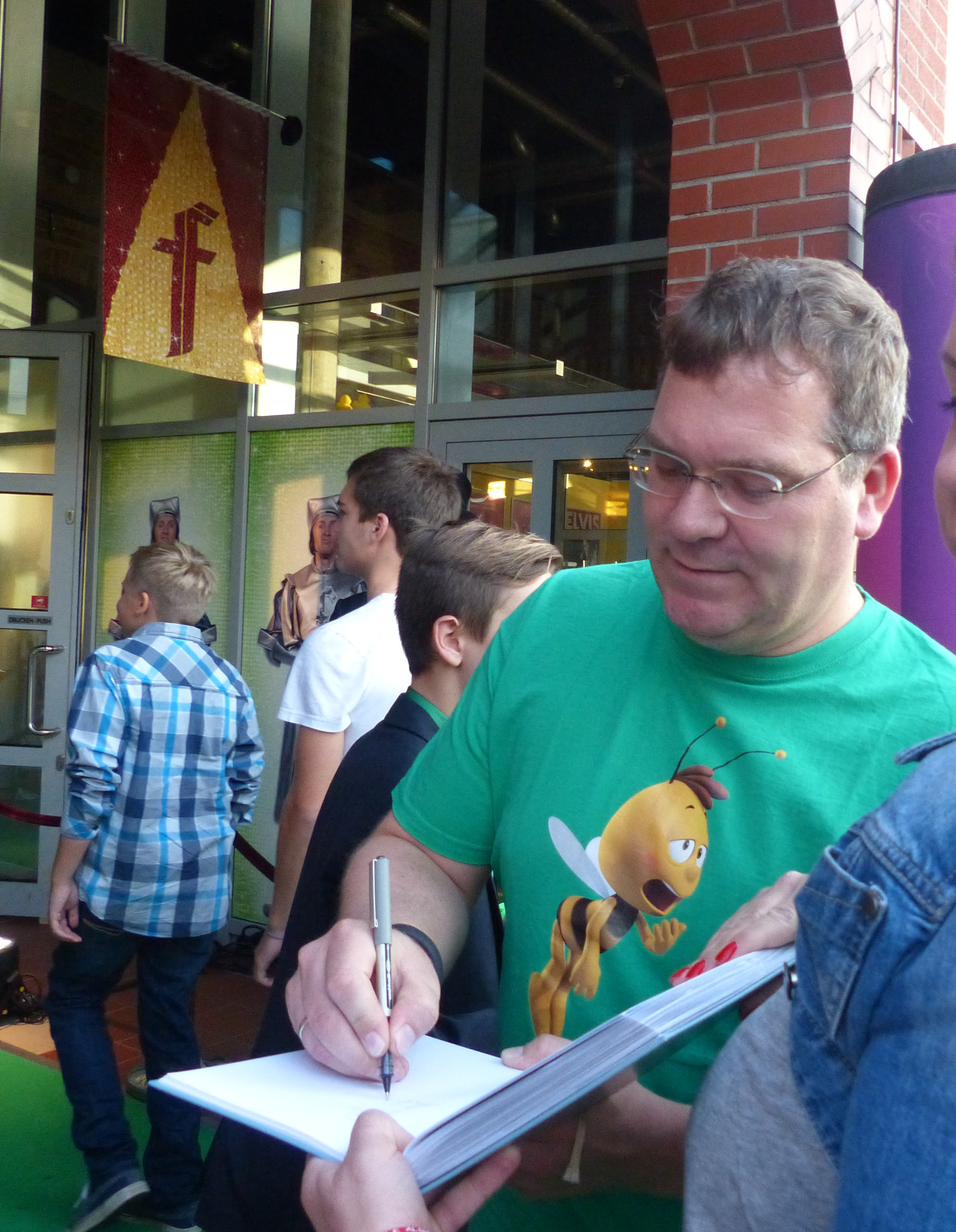
Willy représenté sur le T-shirt de l'animateur allemand de télévision Elton.

- 2000 : Maya the Bee and Her Friends (Game Boy Color), développé par Crawfish Interactive et édité par Acclaim le 30 décembre 1999 en Europe seulement.
- 2000 : Maya the Bee: Garden Adventures (Game Boy Color)
- 2001 : Maya the Bee: What a Thunderstorm (Windows)
- 2002 : Maya l'abeille : La Grande Aventure (Game Boy Advance), développé par Shin'en et édité par Acclaim en anglais et Majesco Sales en français le 15 juin 2002. Il s'agit d'un jeu de plates-formes.
- 2005 : Maya the Bee: Or sucré (Game Boy Advance), développé par Shin'en et édité par Acclaim.
- 2006 : The Bee Game (Game Boy Advance, Nintendo DS)
- 2013 : Maja (Nintendo DS)
- 2014 : Maya the Bee: The Ant's Quest (iOS, Android), développé et édité par Bulkypix en 2014. Il s'agit d'un jeu de stratégie en temps réel.
- 2014 : Maya the Bee: Flying Challenge (iOS, Android), développé et édité par Bulkypix en 2015.

### Musiques
- 1978 : 33T Maya l'abeille La naissance de Maya
- 1978 : 45T Maya et Jérôme le mille-pattes
- 1978 : 45T Maya et Max le ver de terre
- 1979 : 45T Maya au secours de Flip
- 1980 : 45T Maya et Alexandre le grand
- 45T, Les chansons de Maya l'abeille

### Webographie
- Mathilde Lévêque, « Relire Maïa l'abeille aujourd'hui : un essai de lecture intertextuelle ou le vol de Maïa à travers le monde des textes », Strenæ. Recherches sur les livres et objets culturels de l'enfance, no 5,‎ 2013 (lire en ligne).